# La leggenda delle Dolomiti
La leggenda delle Dolomiti è un film muto italiano del 1923 diretto da Guglielmo Zorzi.